# Cái tôi trong gương

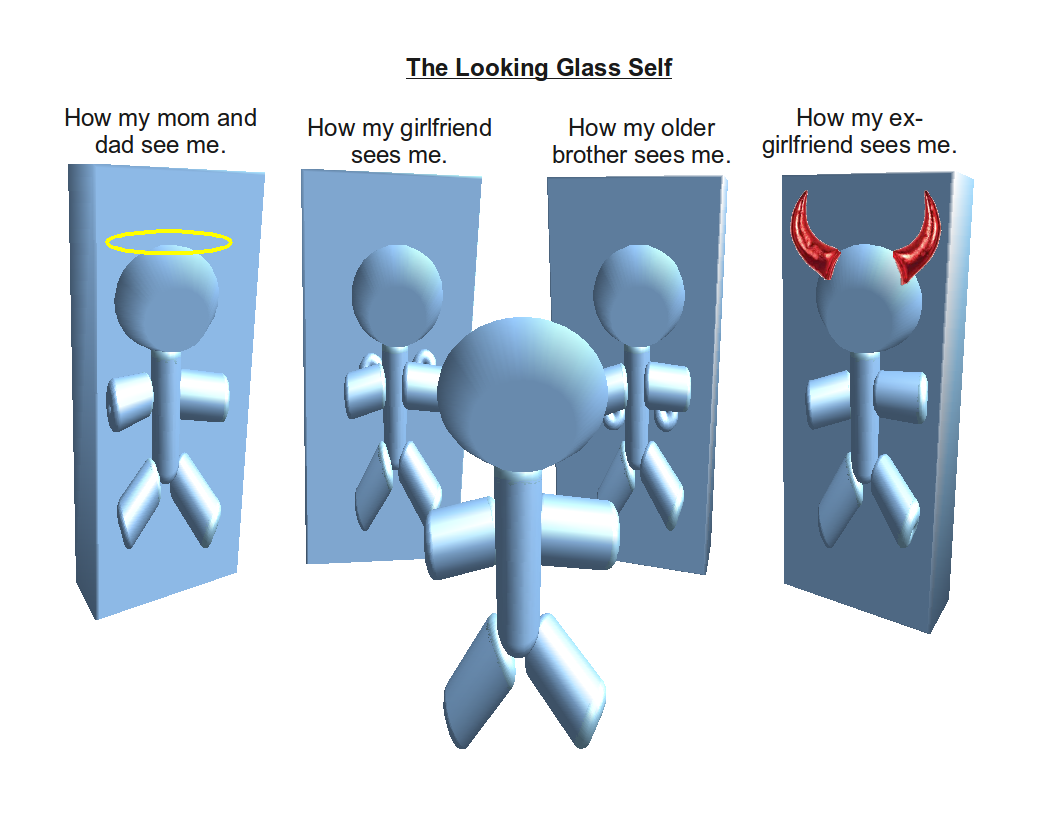
Cách nhìn của những người xung quanh phản ánh hình ảnh của người được phản ánh theo cách khác nhau

Cái tôi trong gương là một khái niệm về tâm lý xã hội được Charles Horton Cooley đưa ra vào năm 1902.
Theo ông cá nhân thực hiện một hành vi nào đó và cơ thể tự quan sát hành vi của mình thông qua phản ứng của những cá nhân khác xung quanh. Sau đó, cá nhân lý giải phản ứng đó về những hành vi của mình. Nhờ vậy, cá nhân hiểu được cái tôi của mình và có phản ứng tương ứng đối với những đánh giá (dù có chính xác hay không) bằng sự xấu hổ (khi nhận được những phản ứng tiêu cực) hoặc tự hào (khi nhận được những phản ứng tích cực). Những phản ứng của người khác là một sự phản chiếu trở lại đối với cá nhân và những phản ứng đó là cơ sở cho sự đánh giá. Khả năng lý giải và phản ứng với những đánh giá của người khác là cơ sở của quan niệm cho rằng cái tôi chính là ý thức của cá nhân về bản thân mình và hành vi của mình. Khi các lý giải không đúng, cái tôi sẽ phản ánh kém chính xác hơn đối với môi trường xã hội. Như vậy quan niệm về cái tôi của một cá nhân không chỉ được định hình bởi sự tác động qua lại với những cá nhân khác mà còn đóng vai trò qua trọng trong việc quyết định các ứng xử trong các quan hệ xã hội. Cái tôi là kết quả của tương tác xã hội đồng thời cũng tác động lên những tương tác đó.